# Charles City
Charles City é uma cidade localizada no estado americano de Iowa, no Condado de Floyd.

## Demografia
Segundo o censo americano de 2000, a sua população era de 7812 habitantes.
Em 2006, foi estimada uma população de 7604, um decréscimo de 208 (-2.7%).

## Geografia
De acordo com o United States Census Bureau tem uma área de
16,1 km², dos quais 15,9 km² cobertos por terra e 0,2 km² cobertos por água. Charles City localiza-se a aproximadamente 307 m acima do nível do mar.

## Localidades na vizinhança
O diagrama seguinte representa as localidades num raio de 20 km ao redor de Charles City.